# Onda Rossa Posse
(Da "Categorie a rischio")
Gli Onda Rossa Posse sono stati uno dei primi gruppi di rap italiano, nato a Roma su iniziativa di Militant A e Castro X. Il gruppo ebbe vita breve, ma rappresenta un momento storico importante per la nascita del genere musicale rap italiano.

## Storia
Lo storico gruppo, guidato da Militant A, è figlio della corrente culturale delle posse, si presenta politicamente molto impegnato e vicino ai centri sociali. Fa riferimento a Radio Onda Rossa, esperimento della sezione romana di Autonomia Operaia, ed al Forte Prenestino, forte militare della prima periferia romana, che con il passare degli anni diventa un nome simbolo dell'hip hop italiano, come aggregativo.

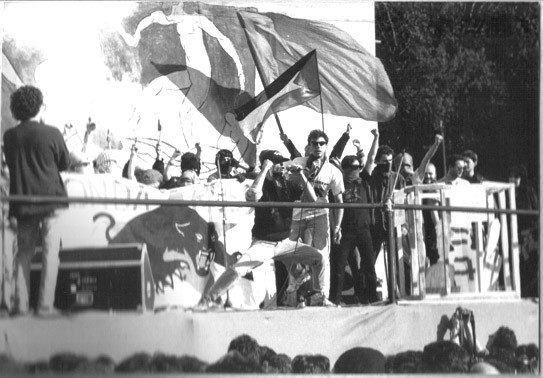
Onda rossa posse 3 febbraio 1990

Nel 1990 quando il gruppo fa uscire il vinile "Batti il tuo tempo", aperto dalle note di Ennio Morricone e percorso dalla versione strumentale di "I Go To Work" di Kool Moe Dee, un beat duro che si adatta perfettamente al testo, l'effetto è inaspettato. Il brano si impone unendo musica e politica in una esperienza che segna questo genere perché completamente priva di metafore e digressioni poetiche: si tratta di linguaggio crudo, dove gli obiettivi sono chiari. Questa autoproduzione che vende diverse migliaia di copie tramite vie diverse dai negozi musicali, segna una delle prime esperienze italiane di coniugazione di "educazione" ed "intrattenimento", inserita nel contesto della battaglia politica dichiarata dal collettivo.
Come risposta alla Prima guerra del Golfo, la band romana pubblica "Baghdad 1.9.9.1." che critica aspramente il comportamento degli Stati Uniti, degli alleati, ma anche dei simboli dell'informazione, quali la CNN ma anche la nostra Rai, ed infine con l'ufficiale dell'aeronautica Maurizio Cocciolone che, assieme a Gianmarco Bellini, furono gli unici due prigionieri di guerra italiani nel conflitto.
Gli Onda Rossa Posse si può a tutti gli effetti considerare il più visibile prodotto della scena hip hop romana degli anni '80, ma anche il primo e più attivo motore per la nascita di un movimento che si affiancherà al punk più hardcore come colonna sonora dei centri sociali. Infine va dato atto al collettivo di aver avvicinato, con il loro inaspettato successo trasversale, avvicinando "muretto" e "centro sociale" ovvero narrazioni microemozionali senza mediazioni colte, contro l'impegno, la militanza, la cosiddetta "resistenza urbana".

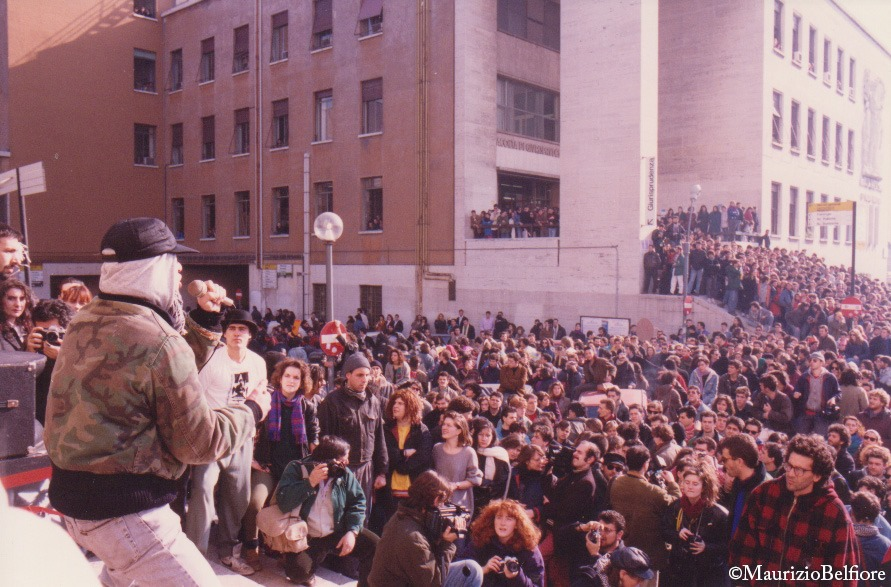
Onda Rossa Posse 24 gennaio 1990 durante il Corteo Circense Militant A e Castro X la cantano da un Sound system sulla scalinata di Geologia al passaggio del corteo

Dalle ceneri degli Onda Rossa Posse sono nati gli Assalti Frontali e gli AK47, gruppi guidati rispettivamente da Militant A e Castro X.

## Discografia

### EP
- 1990 - Batti il tuo tempo
- 1991 - Baghdad 1.9.9.1.